# Tropidurus hygomi
Tropidurs hygomi is een hagedis uit de familie Kielstaartleguaanachtigen (Tropiduridae).

## Naam en indeling
De wetenschappelijke naam van de soort werd voor het eerst voorgesteld door Johannes Theodor Reinhardt & Christian Frederik Lütken in 1862. De soortaanduiding hygomi is een eerbetoon aan de Deense zeekapitein Vilheml Johannes W. Hygom.

## Verspreidingsgebied
Deze soort komt endemisch voor in het oosten van Brazilië, in de staten Bahia en Sergipe.